# Maxime-Julien Émeriau de Beauverger

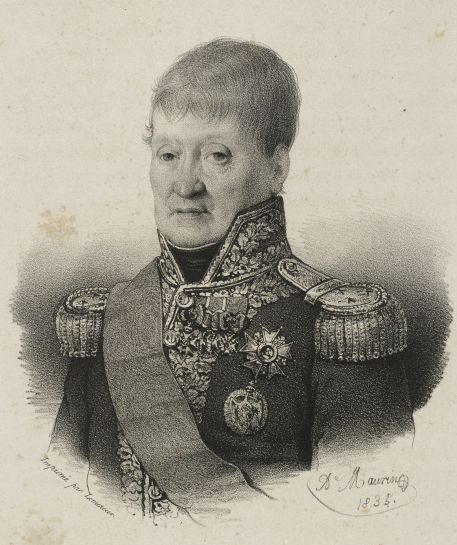
Maxime Julien Émeriau de Beauverger

Maxime-Julien Émeriau de Beauverger, seltener Maxime Julien Émeriau de Beauverger (* 20. Oktober 1762 in Carhaix; † 2. Februar 1845 in Toulon) war ein französischer Admiral.

## Leben
Mit vierzehn Jahren trat Émeriau de Beauverger 1776 in die französische Marine ein und konnte schon bald seine Tapferkeit beweisen. Auf der Sylphe nahm er am amerikanischen Unabhängigkeitskrieg gegen die Briten teil. Später wechselte er auf die Intrépide unter dem Kommando von Louis-André de Beaussier de Châteauvert und kämpfte tapfer  bei Ouessant (27. Juli 1778). Nach weiteren Beförderungen kam er in den Stab von Admiral Charles Henri d’Estaing und nahm an der Seeschlacht von Grenada (6. Juli 1779) teil. Er wurde dabei verwundet und kehrte erst zur Belagerung von Savannah (September/Oktober 1779) in den aktiven Dienst zurück.
Anschließend wechselte Émeriau de Beauverger in den Stab von Admiral Toussaint-Guillaume Picquet de la Motte und kämpfte in diesem tapfer in der Seeschlacht von Martinique (18. Dezember 1779). Er diente auch im Stab von Admiral François Joseph Paul de Grasse und kämpfte u. a. vor der Chesapeake Bay (5. September 1781), bei St. Kitts (25./26. Januar 1782) und bei Les Saintes (12. April 1782). Bei diesen Kämpfen wurde er auch mehrmals verwundet.
Nach dem Frieden von Paris (3. September 1783) verließ Émeriau de Beauverger die Marine und verpflichtete sich bei einem großen Handelshaus. Nach drei Jahren kehrte er im Rang eines Sous-Lieutenant de Vaisseau zur Marine zurück und diente bis 1791 nacheinander auf den Schiffen Chameau, Mulet, Patriot und Fine. Zum 1. Januar 1792 wurde Émeriau de Beauverger zum Lieutenant de Vaisseau befördert und im darauffolgenden Jahr betraute man ihn mit der Führung der Cerf. Napoleon wurde auf ihn aufmerksam, als er 1793 nach der Brandkatastrophe in Cap Français die Überlebenden mit seinem Schiff nach New York brachte.
Anschließend wechselte Émeriau de Beauverger in den Stab von Admiral Pierre Jean Van Stabel und kämpfte u. a. in der Seeschlacht am 13. Prairial (1. Juni 1794). Im Dezember desselben Jahres erfolgte seine Ernennung zum Capitaine de Vaisseau. Mit seinem Schiff Conquérant wurde er Admiral Pierre Martin zugeteilt. Er kämpfte im Mittelmeer u. a. bei Genua (14. März 1795) und bei den Hyèrischen Inseln (13. Juli 1795).
Im Dezember 1796 wurde General Lazare Hoche beauftragt, die von Napoleon geplante Irische Expedition durchzuführen. Damit sollte mit einem Expeditionsheer (15.000 Mann) die Society of United Irishmen unter Führung von Theobald Wolfe Tone in deren Unabhängigkeitskampf gegen die Briten unterstützt werden (→Irische Rebellion von 1798). Émeriau de Beauverger fungierte dabei mit seinem Schiff Jemmappes als Truppentransporter.
Als Napoleon 1798 seinen Feldzug nach Ägypten plante, wurde Commodore Émeriau de Beauverger mit seinem Schiff Spartiate zum Flottenverband Admiral François-Paul Brueys d’Aigalliers. Er brachte General Claude-Henri Belgrand de Vaubois am 9. Juni 1798 nach Malta um diese Insel einzunehmen. Bereits am darauffolgenden Tag übergab der Malteserorden kampflos die Hauptstadt Valletta und damit die gesamte Insel.
Émeriau de Beauverger nahm mit seinem Schiff Spartiate an der Seeschlacht bei Abukir (1/2. August 1798) teil und nahm auch den direkten Kampf mit Admiral Nelsons Flaggschiff HMS Vanguard auf.
Im Juli 1802 wurde contre-admiral Émeriau de Beauverger in den Stab von General Charles Victoire Emmanuel Leclerc abkommandiert, der ein Expeditionsheer aufstellte, um auf Saint-Domingue (Hispaniola) ein Heer von Aufständischen unter Führung Toussaint Louvertures zu bekämpfen (→Haitianische Revolution).
Nach dem Tod Leclerc d’Ostins kehrte Émeriau de Beauverger 1803 wieder nach Frankreich zurück. Ab Herbst desselben Jahres wurde er zu Préfet maritime von Toulon berufen und hatte dieses Amt bis 1811 inne. Während dieser Zeit heiratete er im Oktober 1809 dort Marie-Anne Lemaistre.
Im Herbst 1811 holte man ihn im Rang eines vice-admiral wieder zurück zur Mittelmeerflotte. Als Napoleon die Insel Elba verließ und dessen „Herrschaft der Hundert Tage“ begannen, schloss sich Émeriau de Beauverger sofort wieder seinem Kaiser an. Nach der Schlacht von Waterloo (18. Juni 1815) auf Halbsold gesetzt, wurde er gleich zu Beginn der Restauration offiziell in den Ruhestand verabschiedet. Er ließ sich in Toulon nieder und starb dort am 2. Februar 1845.
Émeriau de Beauverger war Freimaurer und Mitglied in den Logen Mère Loge Écossaise in Toulon und Amis Fidèles de Saint Napoléon in Marseille.

## Ehrungen
- Großkreuz der Ehrenlegion
- Großkreuz des Ordre de la Réunion
- Chevalier des Ordre de la couronne de fer
- Chevalier des Ordre royal et militaire de Saint-Louis
- Comte de l’Émpire
- Mitglied der Society of the Cincinnati
- Sein Name findet sich am südlichen Pfeiler (21. Spalte) des Triumphbogens am Place Charles-de-Gaulle in Paris.
- Der Émeriau Point in der Beagle Bay (Western Australia) trägt seinen Namen.
- Die Rue Émeriau im 15. Arrondissement in Paris wurde nach ihm benannt.